# Чарівник (фільм, 2005)
«Чарівник» (англ. The Magician) — австралійська кримінально-драматична стрічка 2005 року режисера Скотта Райана. Прем'єра відбулась 18 червня 2005 року.

## Синопсис
Як же минає абсолютно буденний день найманого вбивці? Чи справді для нього стає рутиною забирати людські життя, змінюючи не тільки долі своїх жертв, а й близьких їм людей? Це історія одного робочого дня і спостереження за повсякденними турботами кілера, якого супроводжує його приятель, знімаючи незвичайне відео.

## У ролях
| Актор                   | Роль                 |
| ----------------------- | -------------------- |
| Скотт Райан             | Рей Шосміт           |
| Бен Вокер               | Тоні Річардс         |
| Массіміліано Андріґетто | Массімо «Макс» Тотті |
| Кейн Мейсон             | Бенні                |
| Натаніель Ліндсей       | Една                 |
| Адам Райан              | -                    |

## Творча група
- Режисер — Скотт Райан
- Сценарист — Скотт Райан
- Продюсер — Мішель Беннетт, Неш Едгертон, Скотт Райан